# Ministério Público do Estado do Rio Grande do Sul
O Ministério Público do Estado do Rio Grande do Sul (MP-RS) é uma instituição pública, permanente, autônoma e independente, essencial à função jurisdicional do Estado brasileiro. Sua principal atribuição é a defesa da ordem jurídica, do regime democrático e dos interesses sociais e individuais indisponíveis. Está presente em todas as comarcas do estado e tem sede na cidade de Porto Alegre, capital do Rio Grande do Sul.
Conforme a legislação estadual, o MP-RS atua judicial e extrajudicialmente em diversas áreas de interesse público, como saúde, educação, meio ambiente, infância e juventude, consumidor, ordem urbanística, violência doméstica, criminal e patrimônio público. Além de promover a ação penal pública e controlar a atividade policial, o órgão pode instaurar investigações próprias, propor ações civis públicas e firmar termos de ajustamento de conduta. Também exerce funções de mediação de conflitos, escuta social e acolhimento às vítimas de crimes e violações de direitos.
A instituição é composta por Promotores de Justiça, com atuação na primeira instância, e Procuradores de Justiça, com atuação nos tribunais. Sua estrutura é organizada em órgãos de administração superior, de execução e auxiliares. Entre os principais órgãos colegiados estão a Procuradoria-Geral de Justiça, o Colégio de Procuradores de Justiça, o Conselho Superior do Ministério Público e a Corregedoria-Geral do Ministério Público.
Desde 2023, o MP-RS é chefiado por Alexandre Sikinowski Saltz, reconduzido em 2025 ao cargo de Procurador-Geral de Justiça para o biênio 2025–2027. A nomeação decorre de escolha feita pelo governador do Estado a partir de lista tríplice formada em eleição interna entre membros da carreira, conforme previsto na Constituição estadual e na lei orgânica da instituição.

## Procuradores-Gerais de Justiça
| Ordem | Procurador-geral                               | Município de origem | Alma mater                                                        | Período                                          | Duração            |
| ----- | ---------------------------------------------- | ------------------- | ----------------------------------------------------------------- | ------------------------------------------------ | ------------------ |
| 1     | Salustiano Orlando de Araújo Costa (1834–1908) | São Cristóvão       | Faculdade de Direito de Olinda                                    | 8 de fevereiro de 1888 – 21 de fevereiro de 1891 | 3 anos e 13 dias   |
| 2     | Antero Ferreira d'Ávila (1845–1909)            | Encruzilhada do Sul | Faculdade de Direito de São Paulo                                 | 27 de fevereiro de 1892 – 17 de junho de 1892    | 111 dias           |
| 3     | Antônio Antunes Ribas (1843–1904)              | Santo Ângelo        | Faculdade de Direito de São Paulo                                 | 31 de dezembro de 1892 – 28 de setembro de 1898  | 5 anos e 271 dias  |
| 4     | Carlos Thompson Flores (1843–1904)             | Porto Alegre        | Faculdade de Direito de São Paulo                                 | 29 de abril de 1898 – 10 de novembro de 1904     | 6 anos e 195 dias  |
| 5     | Manuel André da Rocha (1860–1942)              | Natal               | Faculdade de Direito do Recife                                    | 18 de novembro de 1904 – 31 de maio de 1921      | 16 anos e 194 dias |
| 6     | Armando Patrício de Azambuja (1865–?)          | Rosário do Sul      | Faculdade de Direito de São Paulo                                 | 2 de junho de 1921 – 12 de agosto de 1924        | 3 anos e 71 dias   |
| 7     | Luiz de Mello Guimarães (1874–1952)            | Rio Grande          | Faculdade de Direito de São Paulo                                 | 19 de agosto de 1924 – 13 de setembro de 1924    | 25 dias            |
| 8     | Florêncio Carlos de Abreu e Silva (1882–1969)  | Rio de Janeiro      | Faculdade Livre de Ciências Jurídicas e Sociais do Rio de Janeiro | 21 de setembro de 1924 – 1º de agosto de 1927    | 2 anos e 314 dias  |
| 9     | Oswaldo Caminha (1885–1960)                    | Santo Ângelo        | Faculdade Livre de Direito de Porto Alegre                        | 24 de maio de 1934 – 14 de agosto de 1934        | 82 dias            |
| 10    | Darcy Pereira de Azambuja (1903–1970)          | Encruzilhada do Sul | Faculdade Livre de Direito de Porto Alegre                        | 15 de agosto de 1934 – 15 de abril de 1935       | 243 dias           |
| 11    | Antônio Vieira Pires (?–1948)                  | Triunfo             | Faculdade Livre de Direito de Porto Alegre                        | 17 de abril de 1935 – 25 de junho de 1935        | 69 dias            |